# Mastacembelus congicus
Espèce
Statut de conservation UICN

 LC  : Préoccupation mineure
Synonymes
- Aethiomastacembelus congicus (Boulenger, 1896)
- Aethiomastacembelus signatus (Boulenger, 1905)
- Afromastacembelus congicus (Boulenger, 1896)
- Afromastacembelus signatus (Boulenger, 1905)
- Mastacembelus signatus Boulenger, 1905[1]

Mastacembelus congicus est une anguille épineuse de la famille des Mastacembelidae.

## Localité
Cette "masta" est endémique de l'Afrique. Elle se rencontre en République démocratique du Congo, Angola, Cameroun, République centrafricaine, Tchad, République du Congo, Zambie,.

## Taille
Cette espèce mesure une taille maximale de 43,5 centimètres.